# 沖縄都市モノレール1000形電車
沖縄都市モノレール1000形電車（おきなわとしモノレール1000がたでんしゃ）は、沖縄都市モノレール（ゆいレール）の跨座式モノレール車両である。

## 概要
2003年8月10日の沖縄都市モノレール線開業時から使用されている、同社唯一の旅客用車両形式である。2両固定編成または3両固定編成で、てだこ浦西駅側の車両は1200番台、中間車は1300番台、那覇空港駅側の車両には1100番台の番号が付けられているが、形式はいずれも1000形である。十位と一位の末尾2桁は編成番号で、各車両、同一編成では同一番号に揃えられている。
2001年の試運転開始時に試作車として1201+1101の1編成が日立製作所で製造された。翌2002年に全線での試運転開始に合わせて1202+1102 - 1207+1107の6編成が日立製作所で、1208+1108 - 1212+1112の5編成が川崎重工業で製造され、この12編成が開業時より営業運転に使用されている。

### 増備
開業後、2007年度に1編成増備される予定だったが実現せず、2009年度（2010年）に1213+1113の1編成が増備された。
2012年1月に発表された中長期経営計画で示されている2019年春の浦西延伸時の運転計画案では、必要車両数は発表時点での編成数より6編成多い19編成となっていたが、それに合わせて2016年度に1214+1114の1編成を増備、2017年度には1215+1115と9月には1216＋1116、1217+1117、1218+1118、1219+1119の5編成が増備され、延伸までに19編成38両が在籍、運用される体制になった。増備車はいずれも日立製。
2020年度には輸送力増強用として、1220+1120、1221+1121が増備された。

### 3両化
2019年4月に車両の3両化の方針が決定、その後、新造車両4編成および既存の2両編成を3両に改造した5編成の計9編成を導入することが明らかとなった。
2022年度には、3両編成の第一陣として1231+1331+1131、1232+1332+1132が増備された。この編成は沖縄都市モノレール線の開業20周年となる2023年8月10日から営業運転を開始した。

## 構造

### 車体
アルミニウム合金製で、2001年に搬入された試作車は無塗装であったが、溶接跡が目立ったため、量産車では全塗装に変更され、後に試作車も塗装された。塗装は車体上部がグレー、下部が首里城を表すシンボルカラーの赤色で、裾部に黒色のラインが入る。ラッピングを施して運行されることがある。
前面には外開き式の非常用貫通路があり、丸みをおびた形となっている。また、時期によっては開通記念などの幕が貼られることもある。
前面デザインは製造年次により差異がある。
- 2009年度増備車までは前照灯にシールドビームを採用。
- 2016年度増備車からは前照灯にLEDを左右に2灯ずつ装備、貫通扉に手すりを2つ設置。
- 3両編成新造車からは密着連結器上部に足掛けを設置、貫通扉の手すりも大型化され、3つに増やされている。

行き先表示などの方向幕機器は設置されていなかったが、3両編成車両からはフルカラーLED式の行先表示器が各号車中央に、また中間車には車端部に1基ずつ、合計4つの車外スピーカーが新設された。

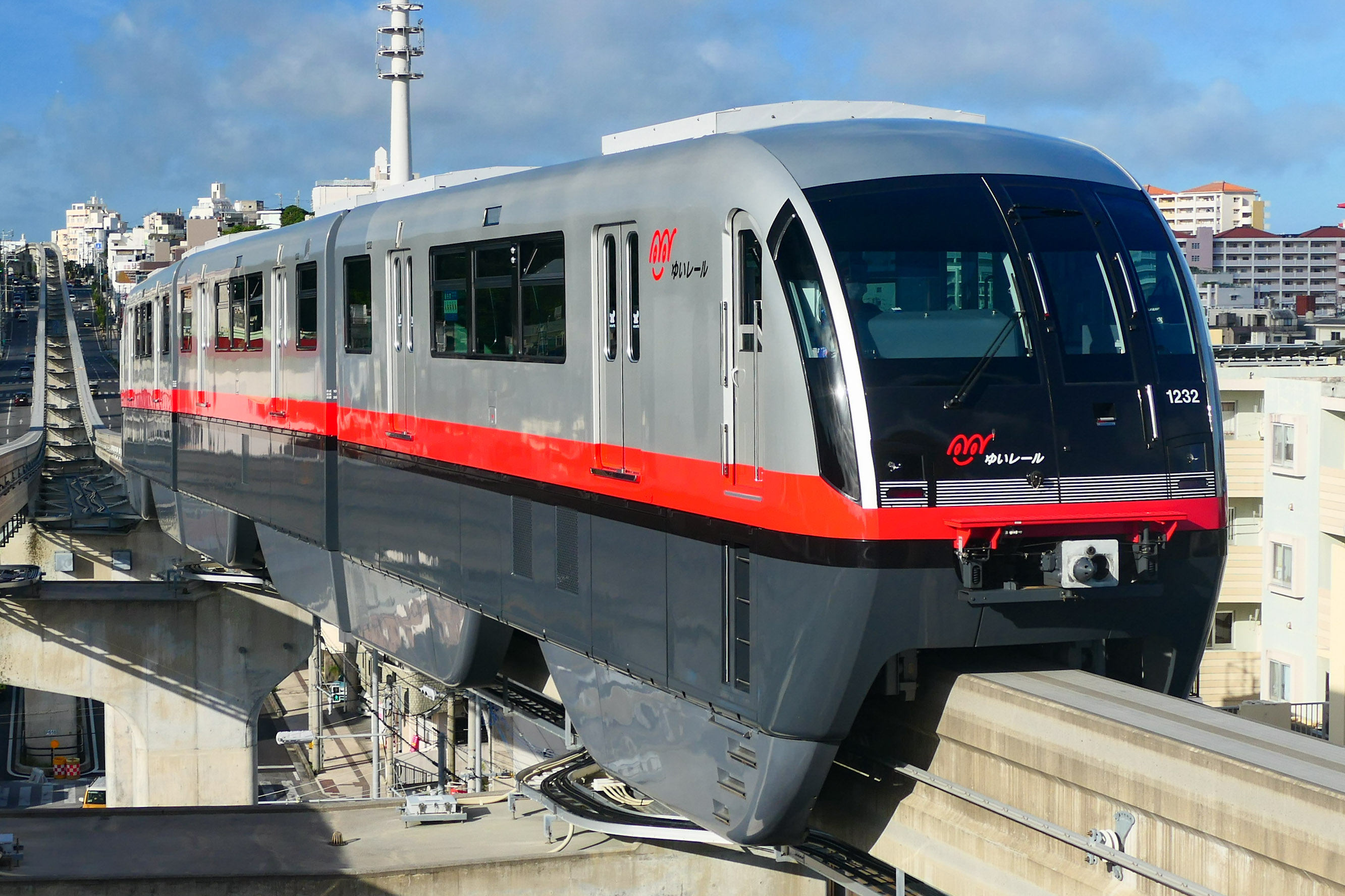
3両編成
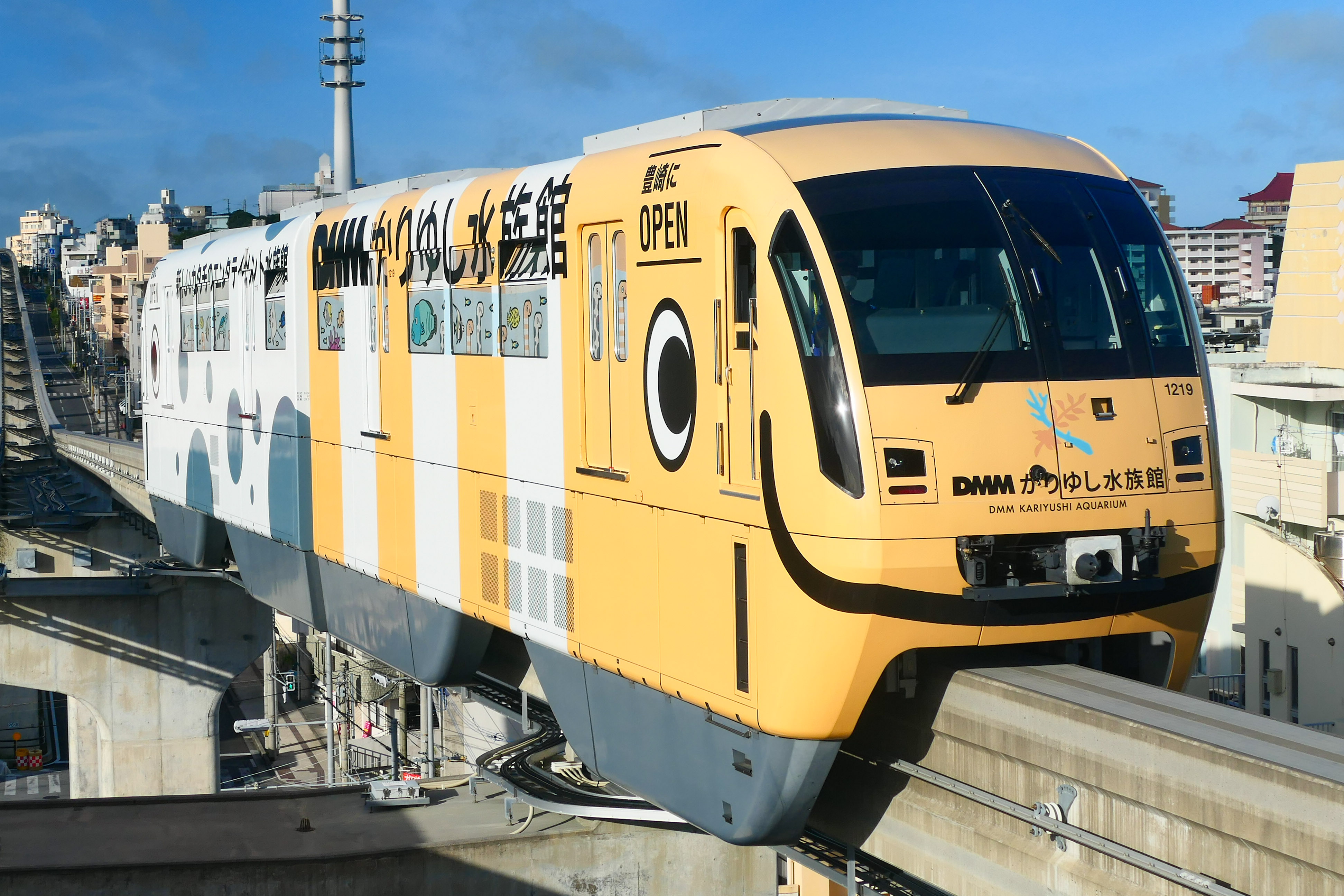
DMMかりゆし水族館広告ラッピング
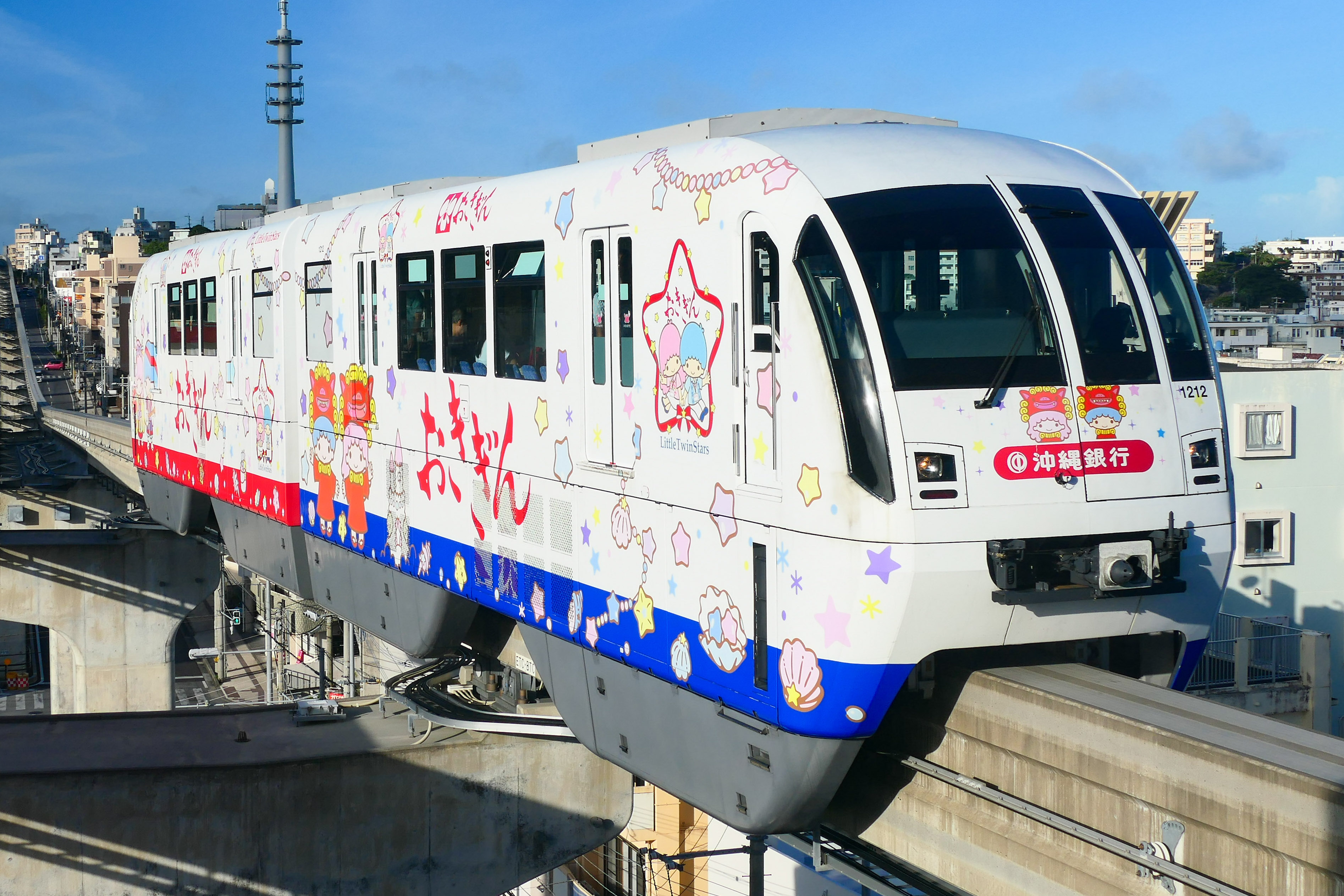
沖縄銀行広告ラッピング
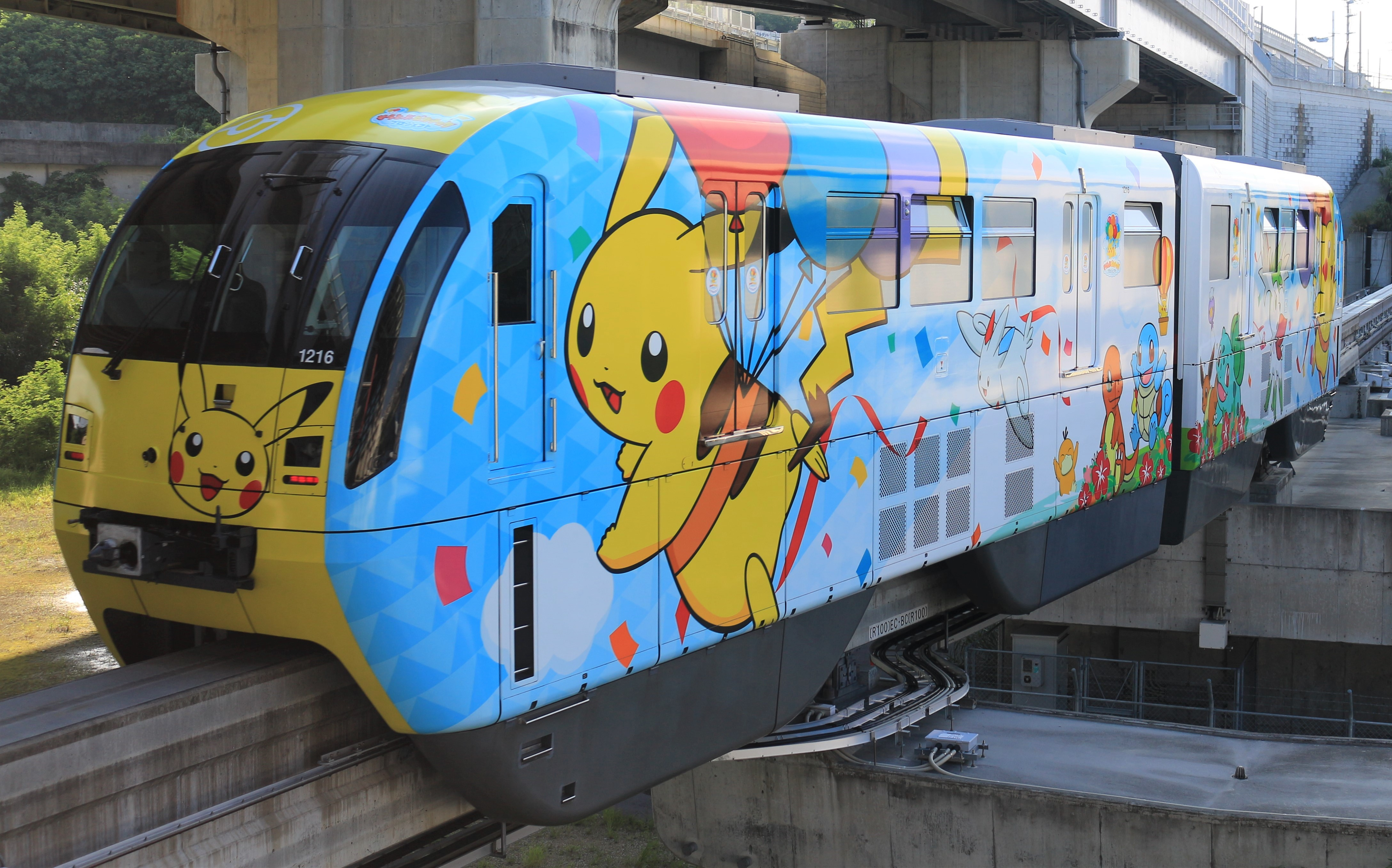
「そらとぶピカチュウプロジェクト」ラッピング
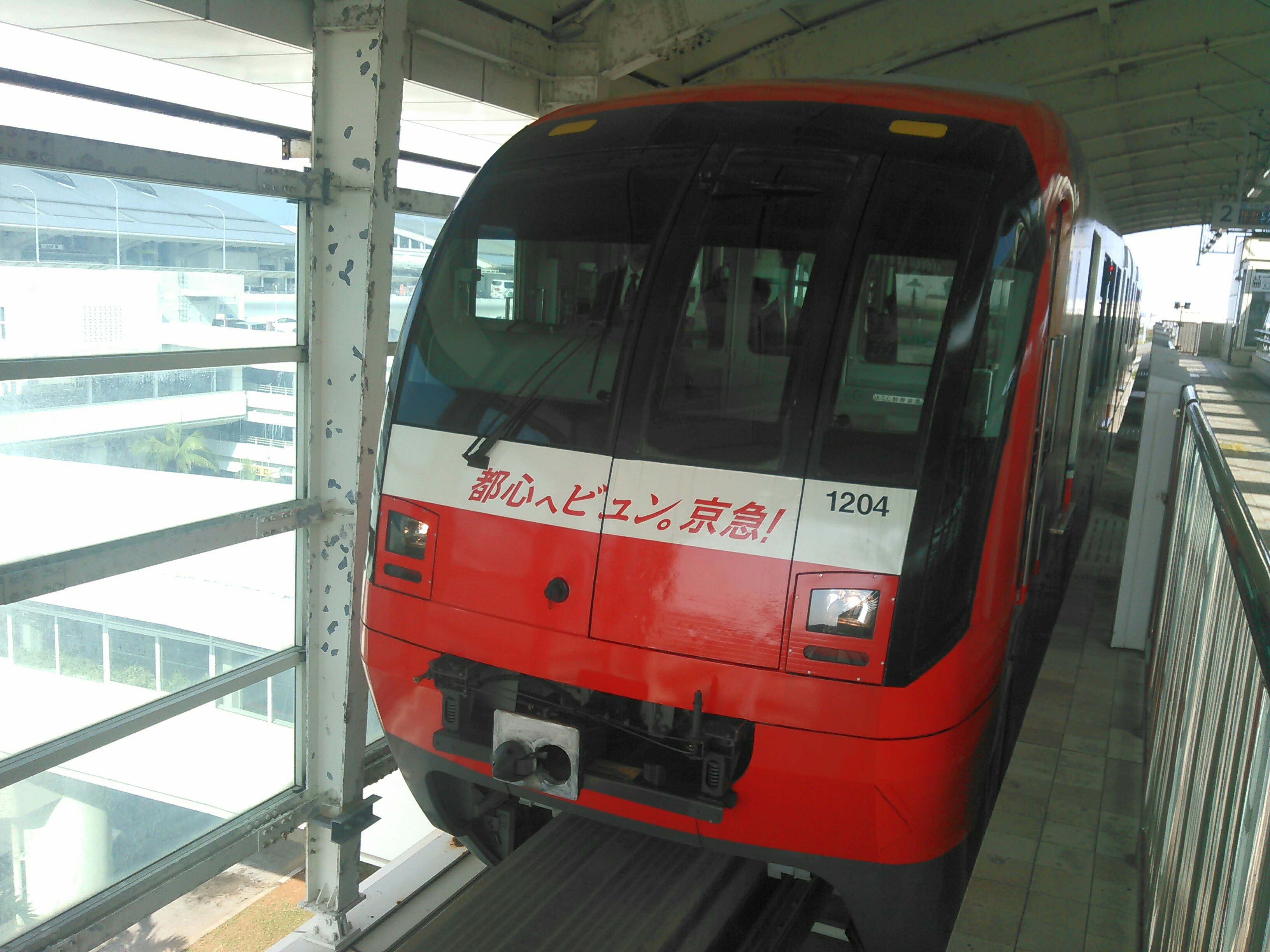
京急ラッピング

### 車内設備
座席はロングシートで、表地の模様は紅型をモチーフにしている。運転室と乗降扉の間にクロスシートが運転室方向を向いて設置されており、この部分には側面窓はないが前面展望が可能である。側面窓は他の車両に比べ、大型の窓を設置している。そのため背ずりの部分が窓より高くなることから、背ずりが1人ごとに上に飛び出しており、定員着席を促すとともに景色を妨げないようにしている。しかしながらこの座席は乗客の溜まりやすいドアに近いため、混雑に拍車をかけていることから座席および土台を撤去した車両も存在する。
連結部には荷物置き場が設けられている。車椅子スペースは那覇空港側の車両の車端部に設置されており、この部分のみ側窓の下端が高い位置にある。側面窓は上部1/3が手動で開閉可能、下部が固定窓である。車椅子スペースの窓は固定窓である。
ドアに注意を促すステッカーは当初から貼られていたが、さらに注意を向けるため2008年中には幼児向けの大型のステッカーが全編成に追加された。
2010年にはバリアフリー化の観点から、連結面側座席の全席が優先席となり、優先席付近のつり革の色を黄色に変更したほか、乗降扉付近に点字付きの号車・ドア番号表示を追加している。これらは同年6月11日までに全編成に施工されている。
ドアの上部には、片側に車内案内表示装置が設置され、もう片側には路線図のステッカーが貼られている。開業当初はLEDランプによる路線図型の案内装置となっていたが、2016年度より全編成でLCD式に更新された。このLCDは日本語・英語に加えて中国語（簡体字・繁体字）および朝鮮語の表示に対応しており、いずれも2015年12月に新制定された駅名の多言語表記を反映している。また、3両編成車両は両側どちらともLCD式である。
次駅や駅接近時の案内放送は自動放送で、駅接近時には駅ごとに異なる沖縄音楽をアレンジしたチャイムが流れる。
増備車では車内設備を中心に改良が図られている。
2009年度増備車 (1213+1113) では以下の点が変更されている。
- ロングシートの方にも手すりが片側3つずつ追加されているほか、車体中心部のつり革の数も増加している。優先席の座席の表地は守礼門、シーサー、ハイビスカスが描かれた赤い色に変更された。
- 優先席付近のつり革の色は製造当初より黄色であるほか、位置を他のつり革より10cm低くした。
- 乗降扉付近に点字付きの号車・ドア番号表示を追加した。
- ドア付近の床面を黄色に塗装し、乗客に注意を促している。
- 火災対策から貫通路に透明の貫通扉が設置されたほか、天井が従来のポリカーボネイト製から金属製へと変更された。そのためクーラーの吹き出し口、荷物棚のデザインがやや変更された。

2016年度増備車 (1214+1114) と2017年度増備車（1215+1115、1216+1116、1217+1117、1218+1118）では以下の点が変更されている。
- 前面は貫通扉に手すりなどが設置され、前照灯は白色LEDに変更。
- 側面窓の上下寸法を縮小して窓下端の位置を高くした。
- 扉のガラス支持方式をボンディング式から金属枠支持に変更。
- 座席の変更。
  - 乗降を容易にするためドア周辺の空間を拡大し、扉間の座席は縦幅を縮小し12人掛けから10人掛けとした。
  - 背ずりは一体型となり、窓下端の位置を高くしたこととあわせて、窓下端より上の張り出しと、背ずりと窓の間にあった空間がなくなった。これにより通路幅が従来車より18cm拡大された。
  - 扉と座席の間に袖仕切りを設置した。
- 扉には開扉予告灯を設置した。
- 車内案内表示器のLCD化（従来車でも順次更新）。

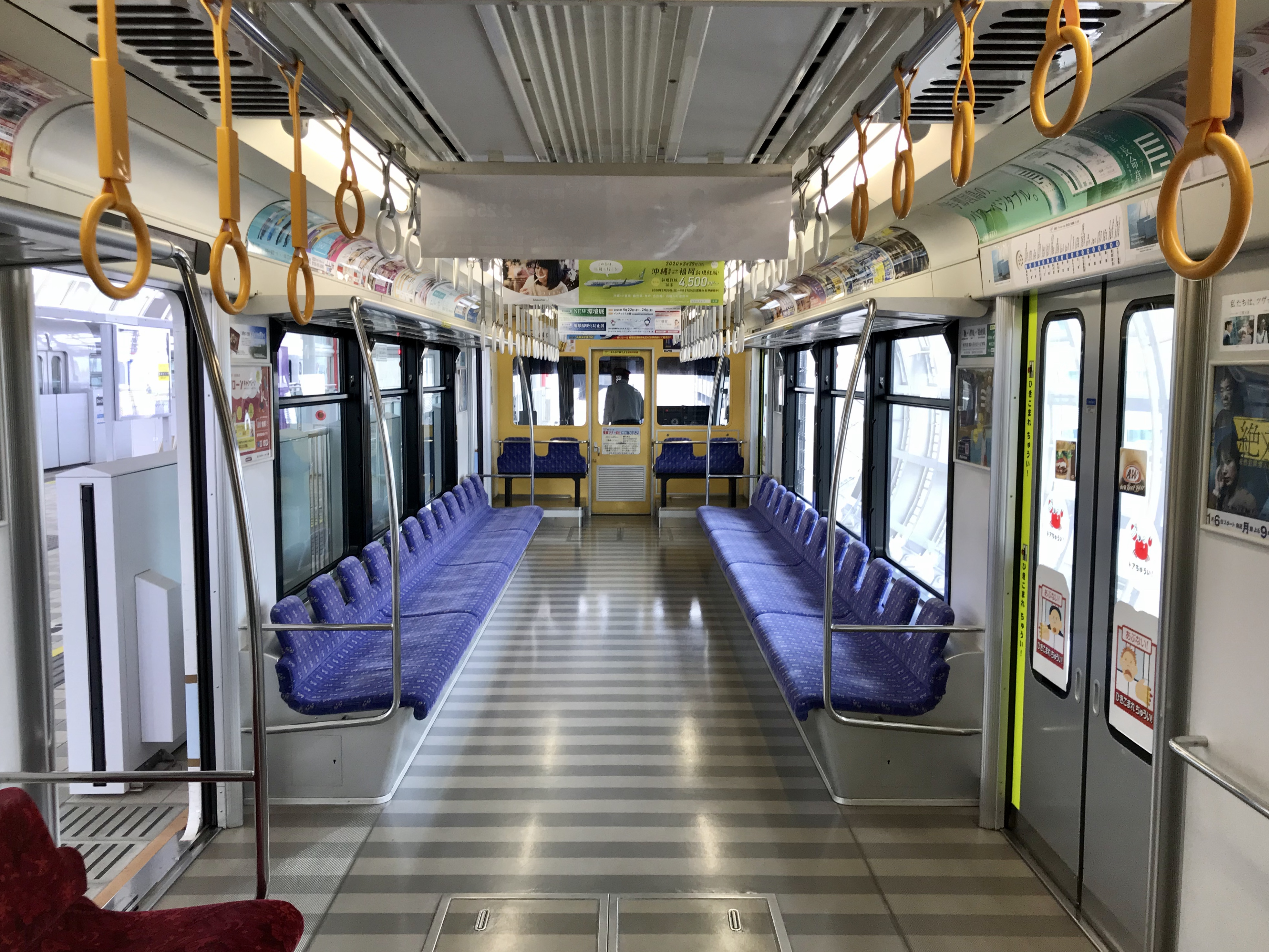
従来車車内
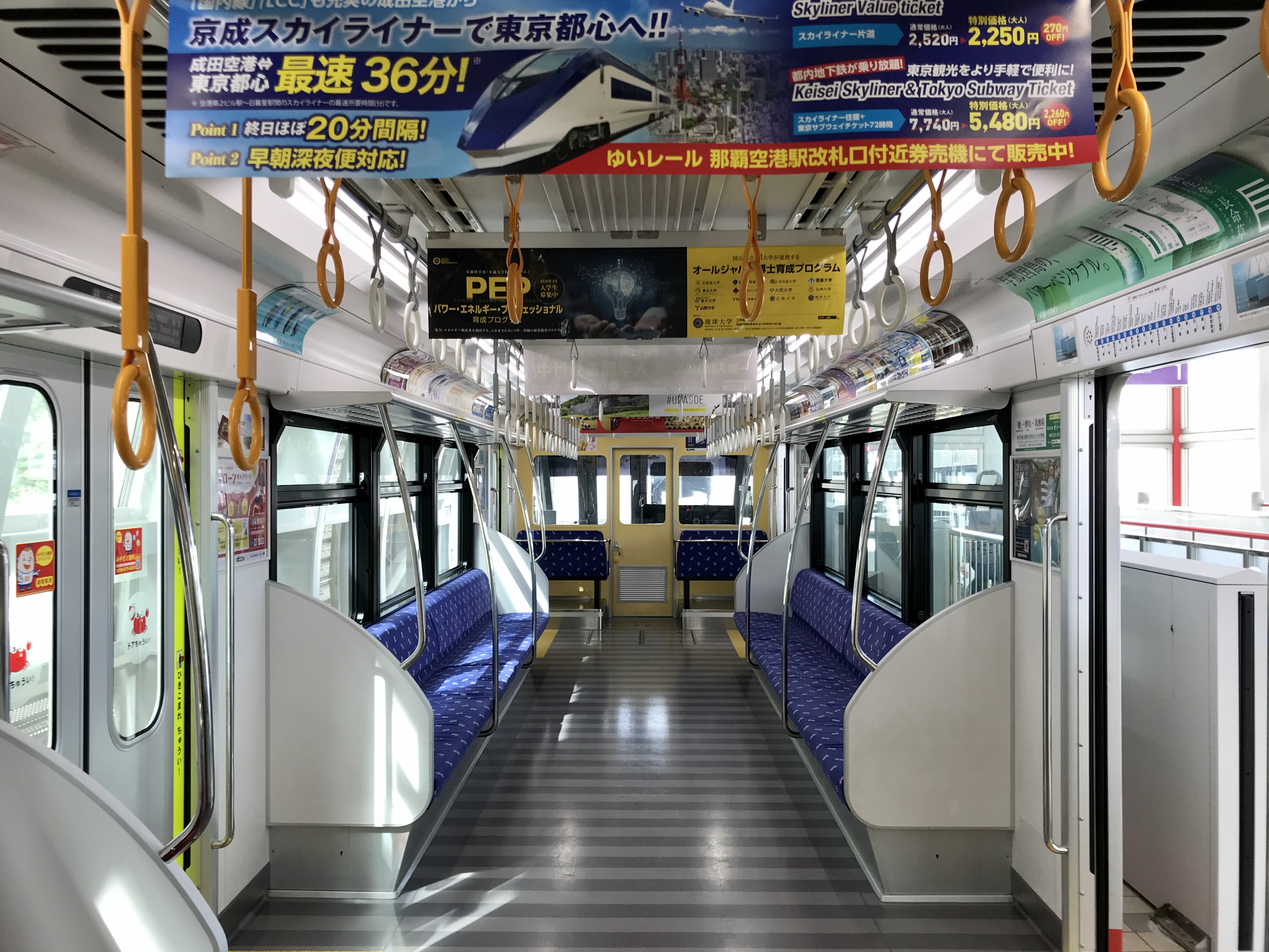
増備車車内
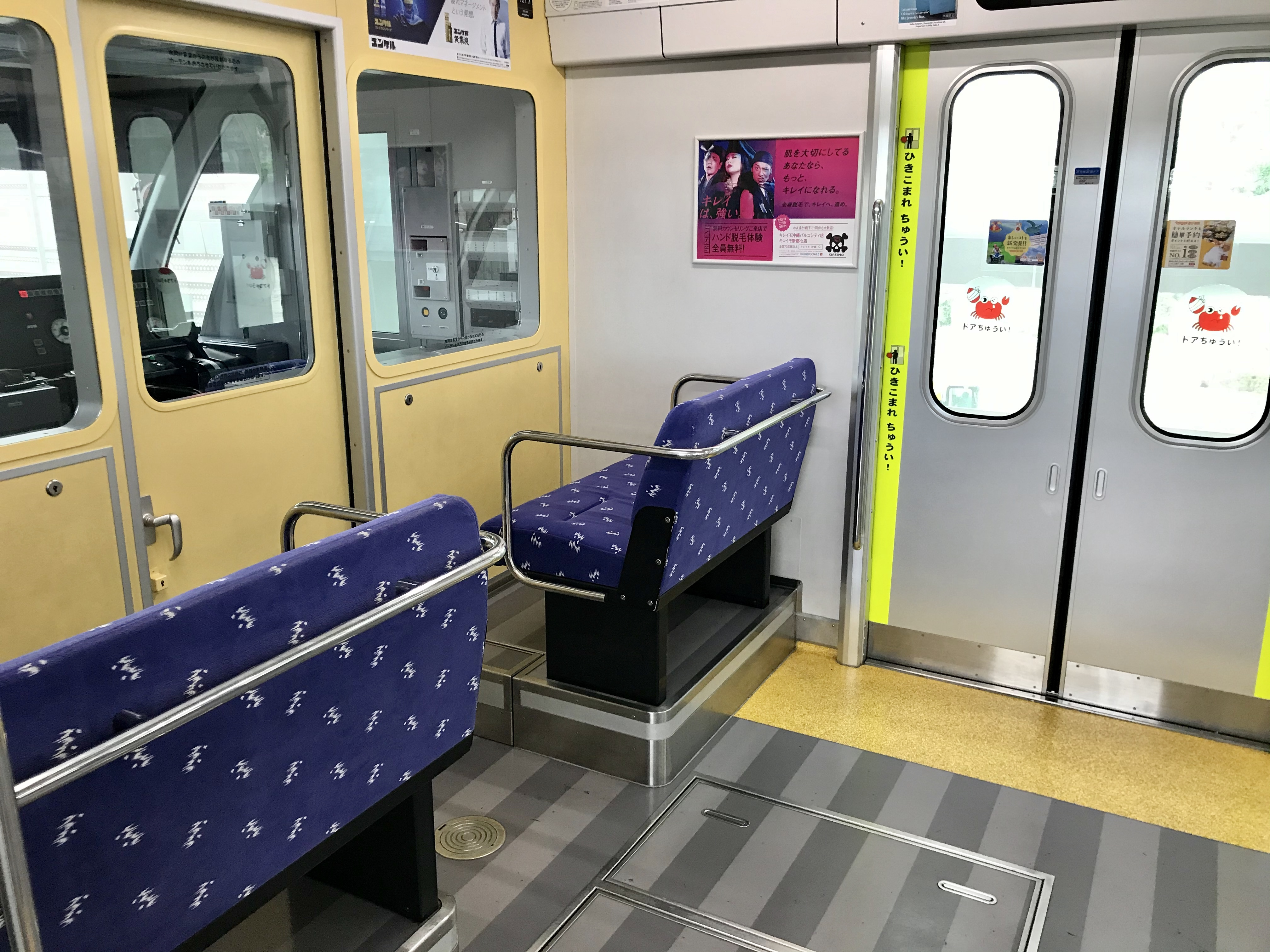
運転室後方に設けられているクロスシート
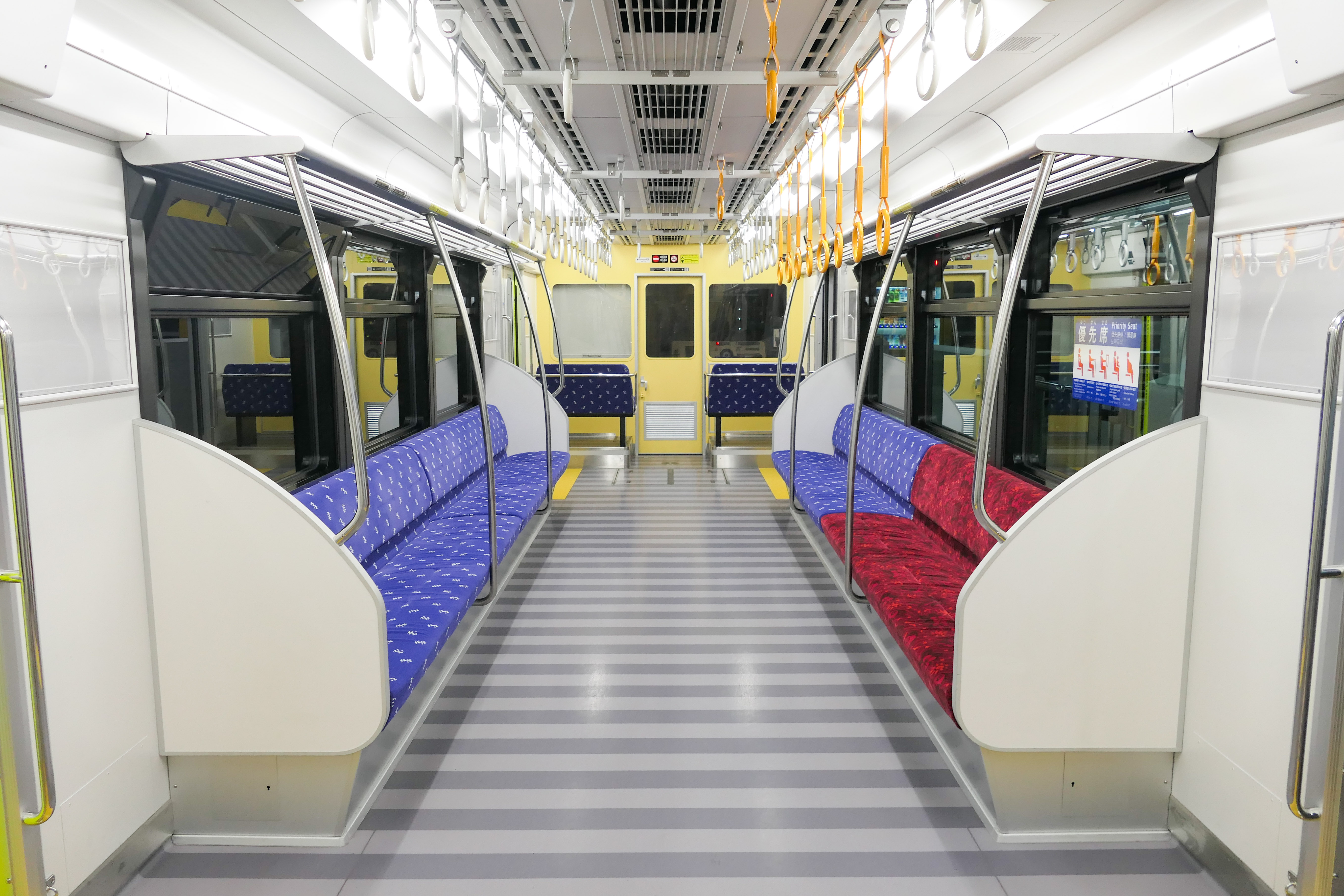
3両編成車内
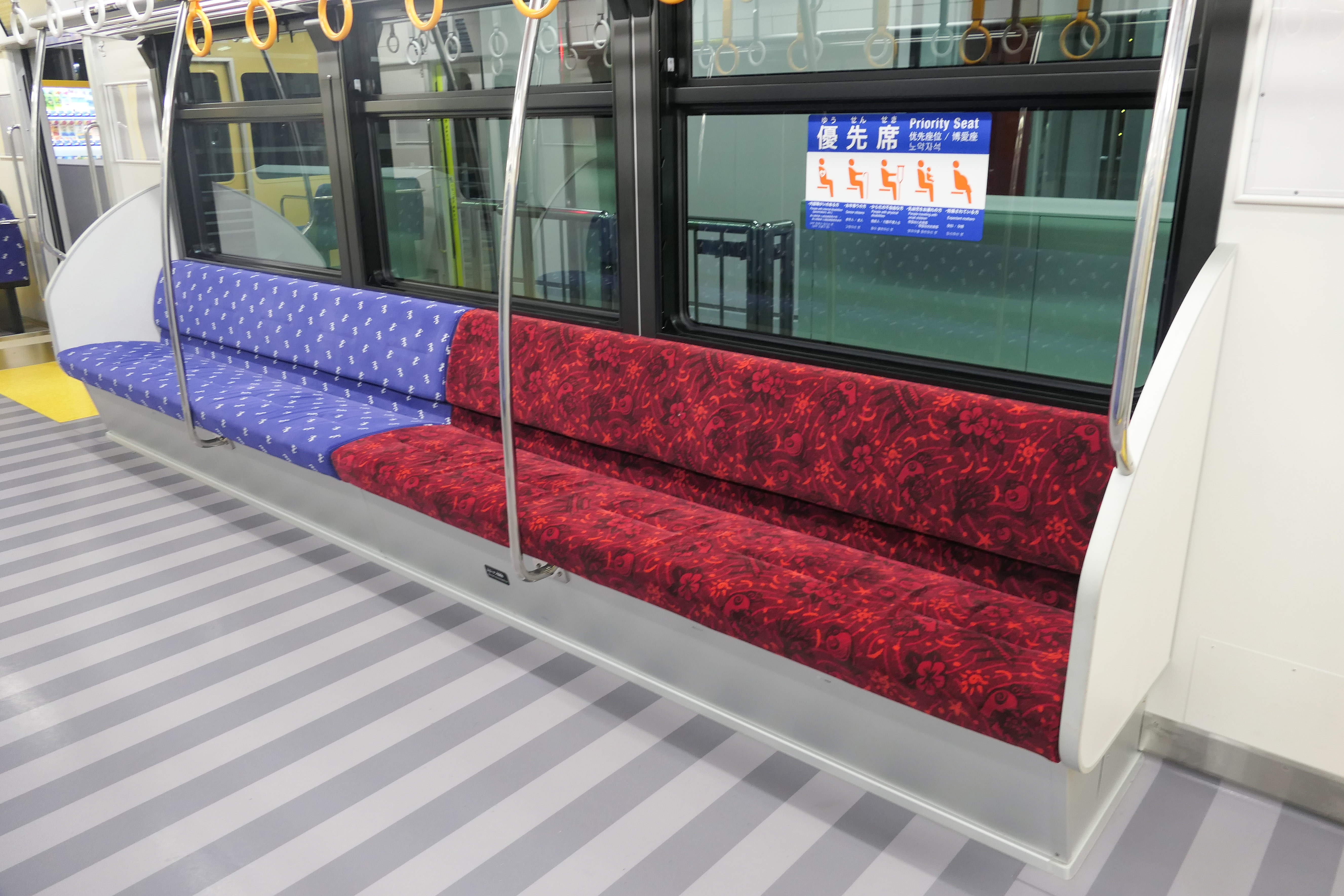
優先席
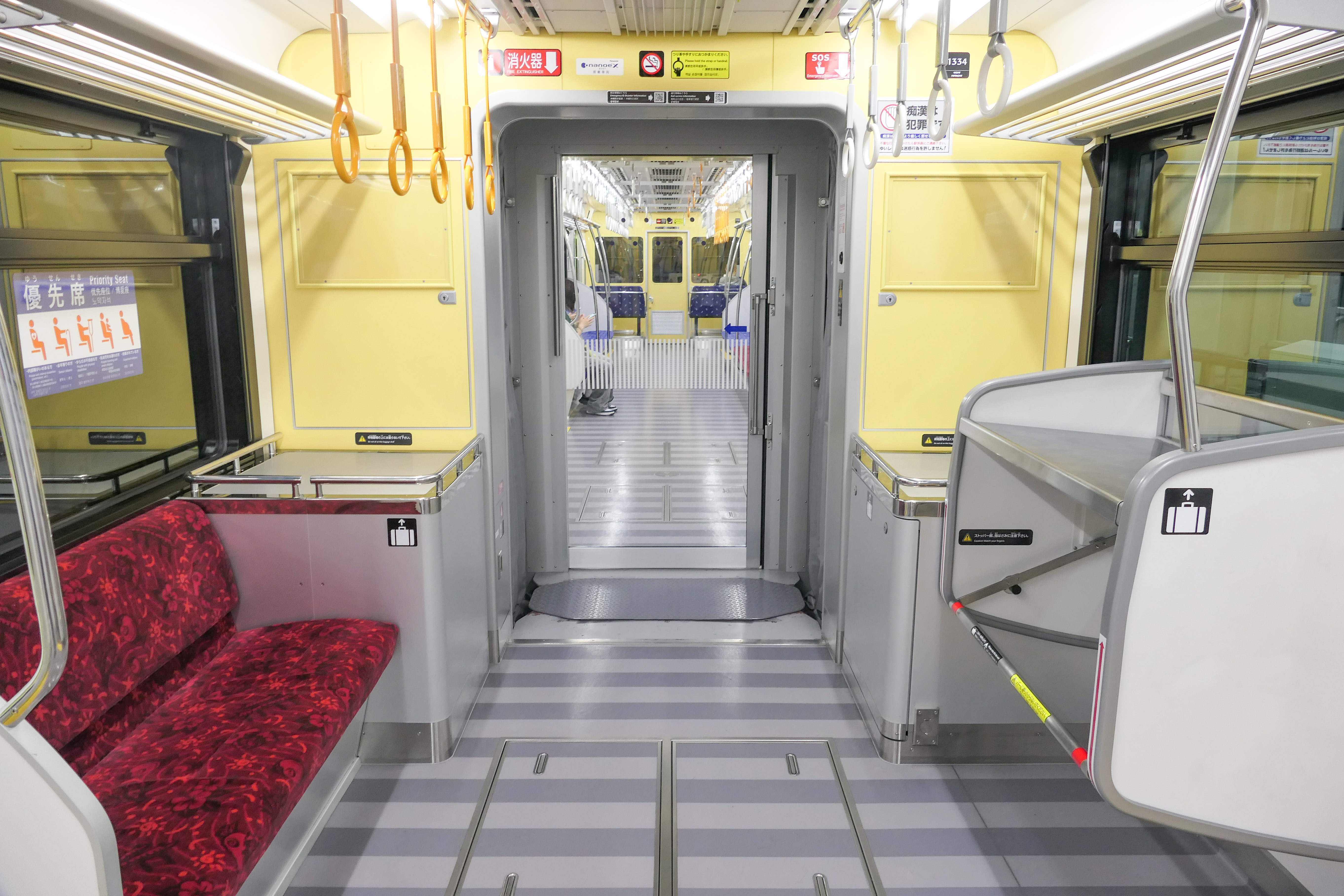
荷物置き場
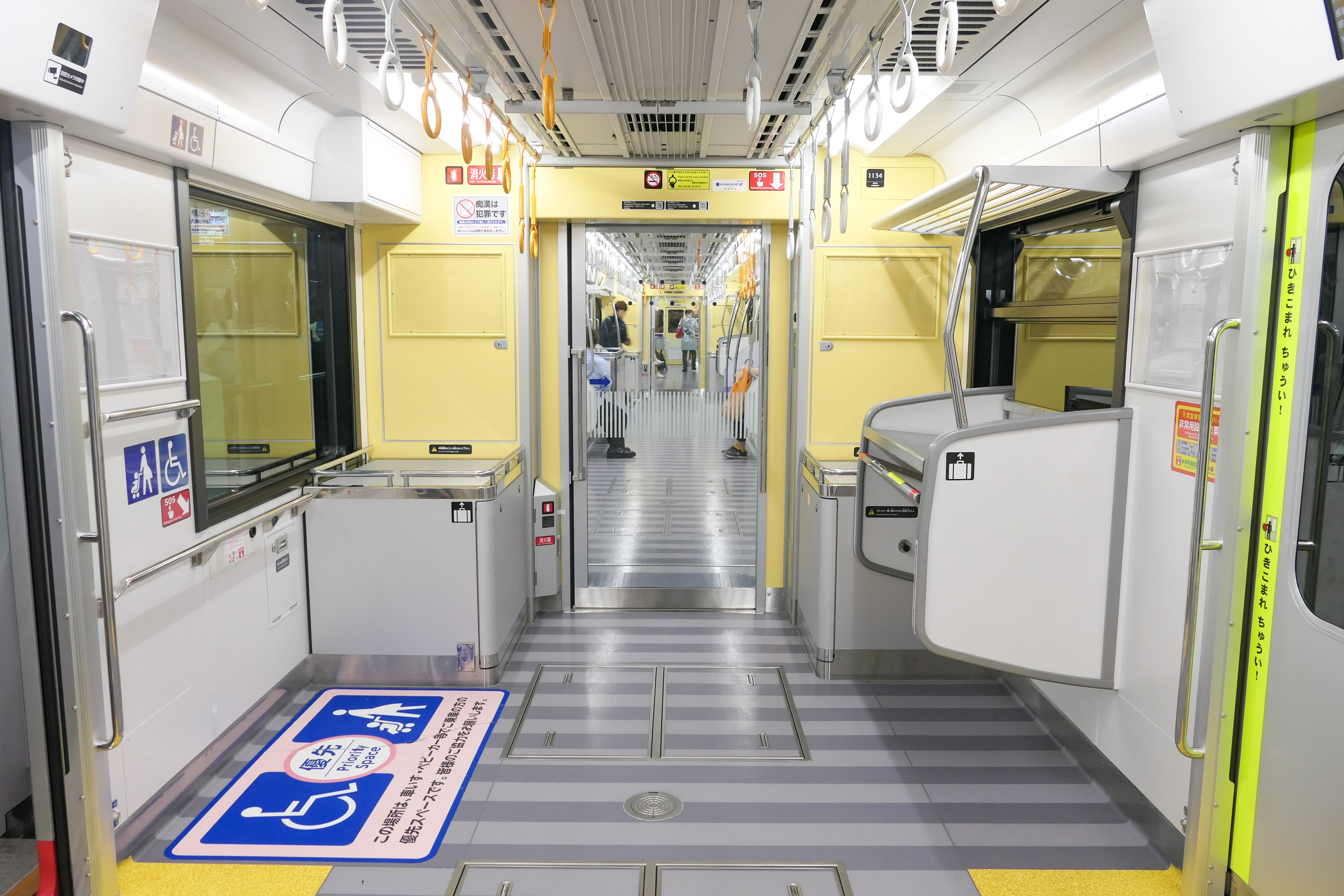
車椅子スペース
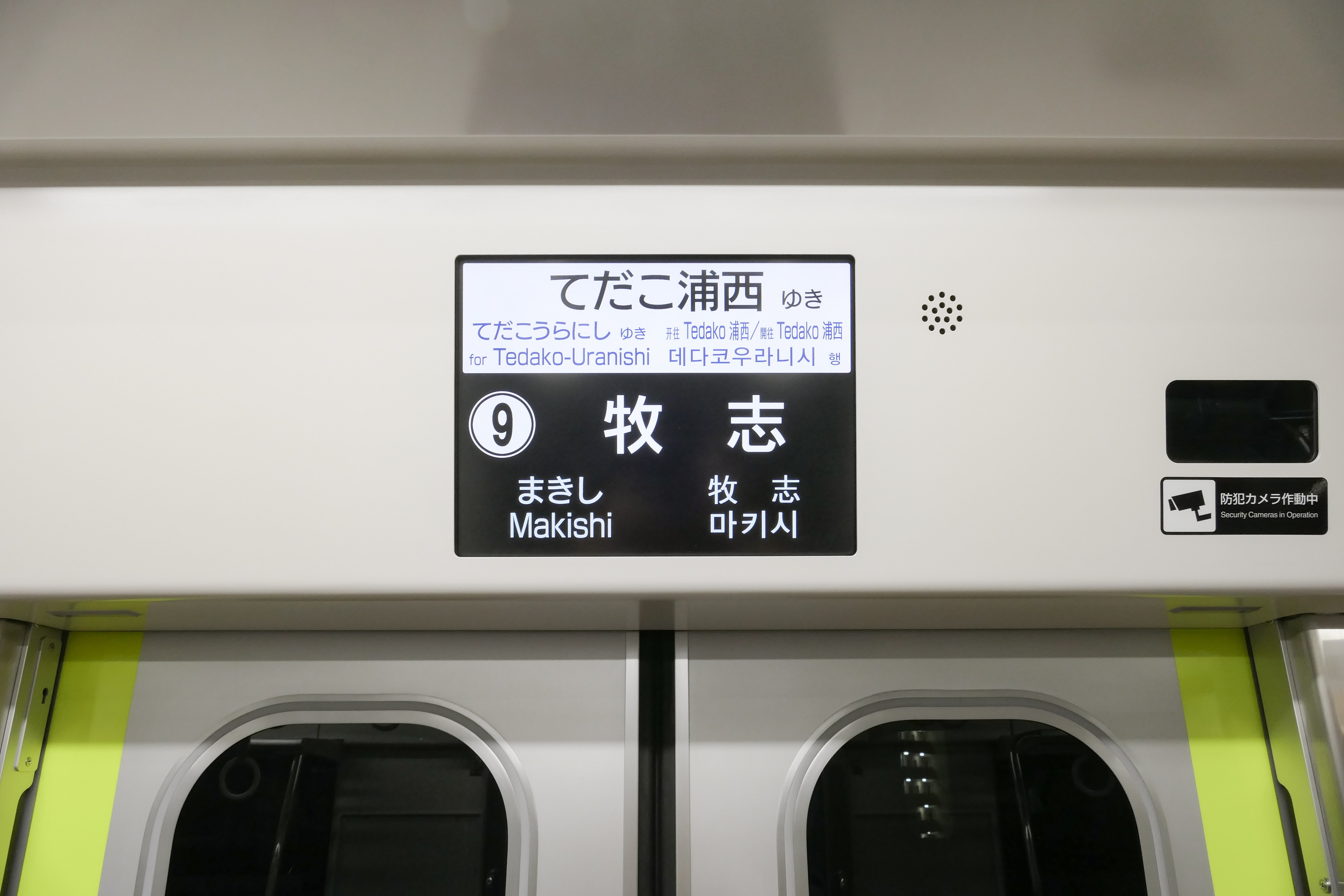
車内案内表示
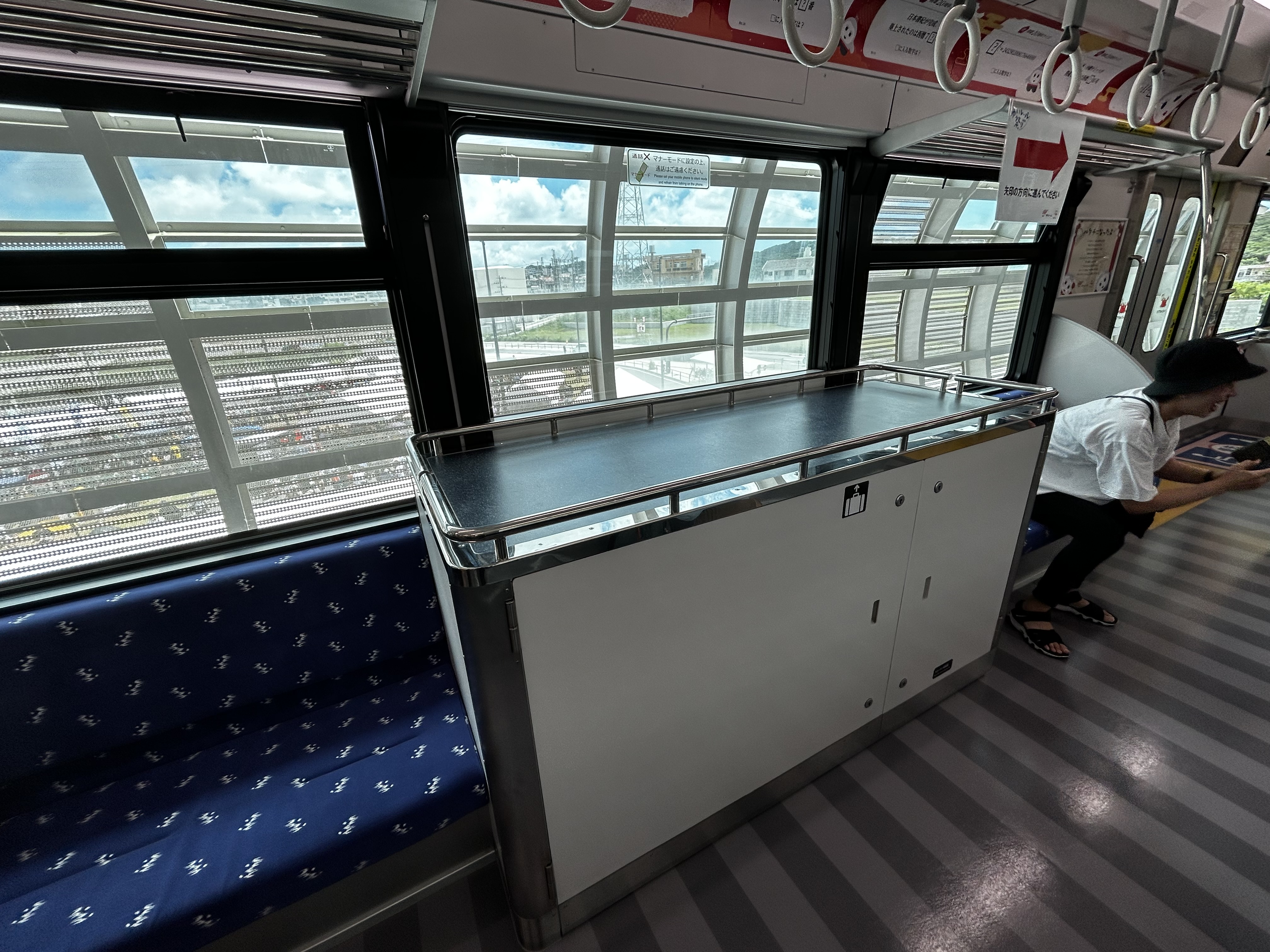
脱出用シューター
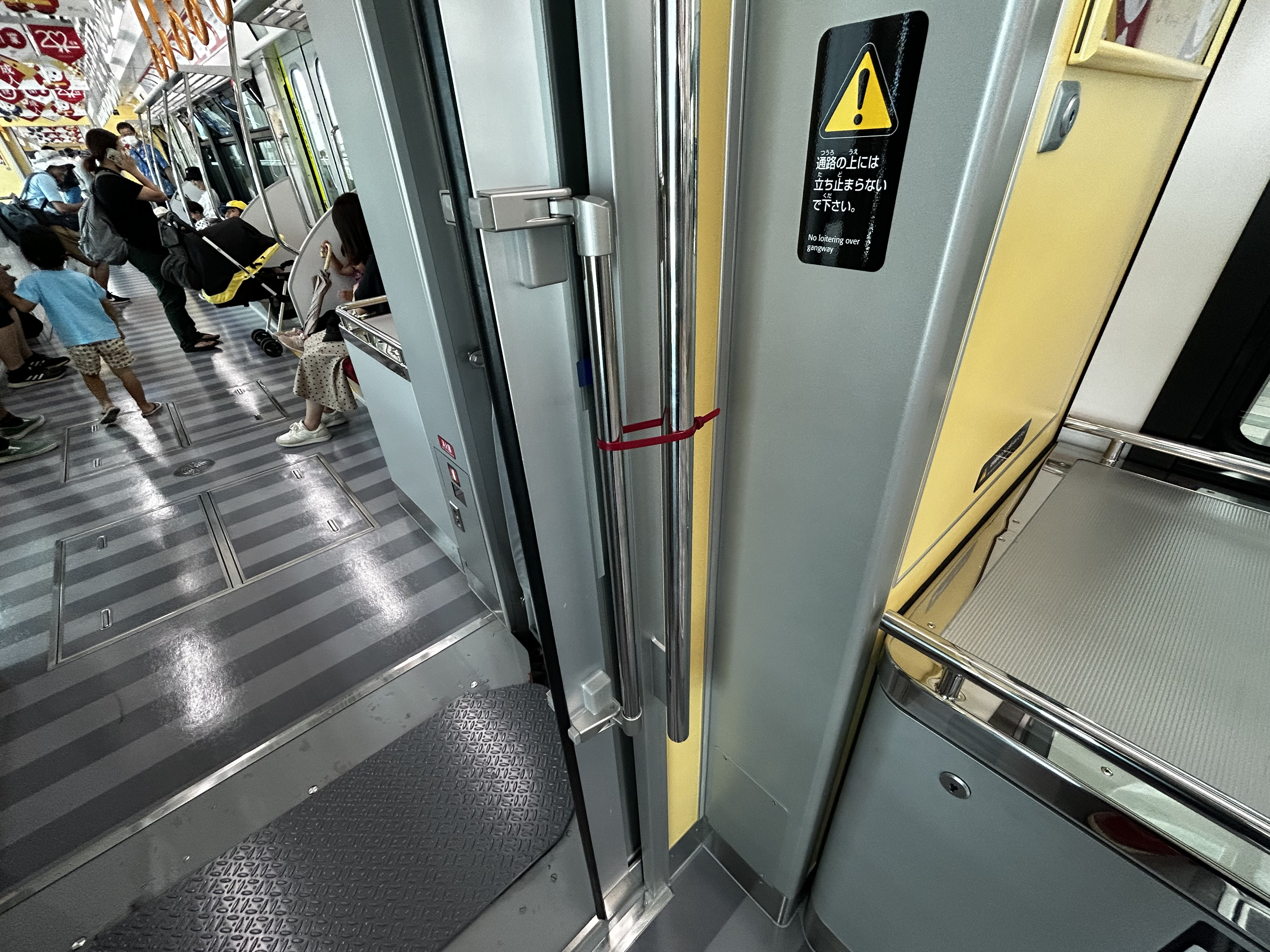
3両編成の貫通路

3両編成新造車の両先頭車では以下の点が変更されている。
- 窓ガラスを熱線吸収ガラスに変更
- 網棚をパイプ状のものに変更
- スーツケース置き場を車端部に新設。それに伴い優先席を車両中心部へ移動
- LCDの大型化
- 車椅子スペースのマーキングを目立つものに変更
- 貫通扉のドアノブを大型化

中間車も概ね仕様が同じだが、車両中央部の西側に脱出用シューター収納箱を設置、その上を荷物置き場としている。

### 運転台
運転台は、右側に設置されており、右片手のワンハンドルでマスコンのノッチ数は力行4段、ブレーキ7段、非常である。マスコンのノッチを力行から切に戻し、P2にすると定速運転となる。ドアエンジンには空気式を採用している。
乗務員1名によるワンマン運転が行われているが、ATOを搭載せず全区間で手動運転。
2両編成と3両編成が混在して運転しており、一部の駅舎で停止位置が異なるため、3両編成車両は運転台キセをベージュに変更し、ヒューマンエラー防止を図っている。

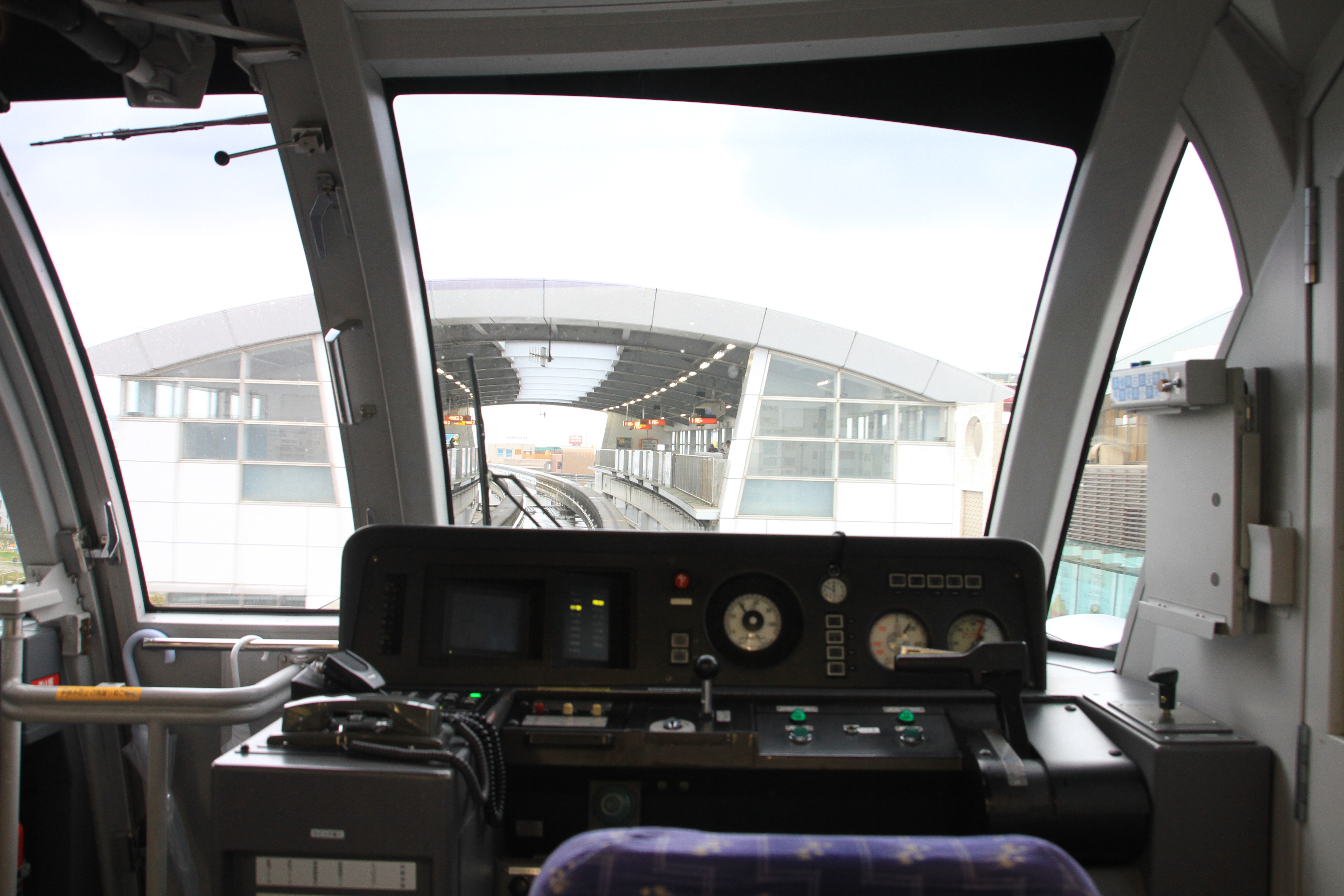
2両編成の運転台
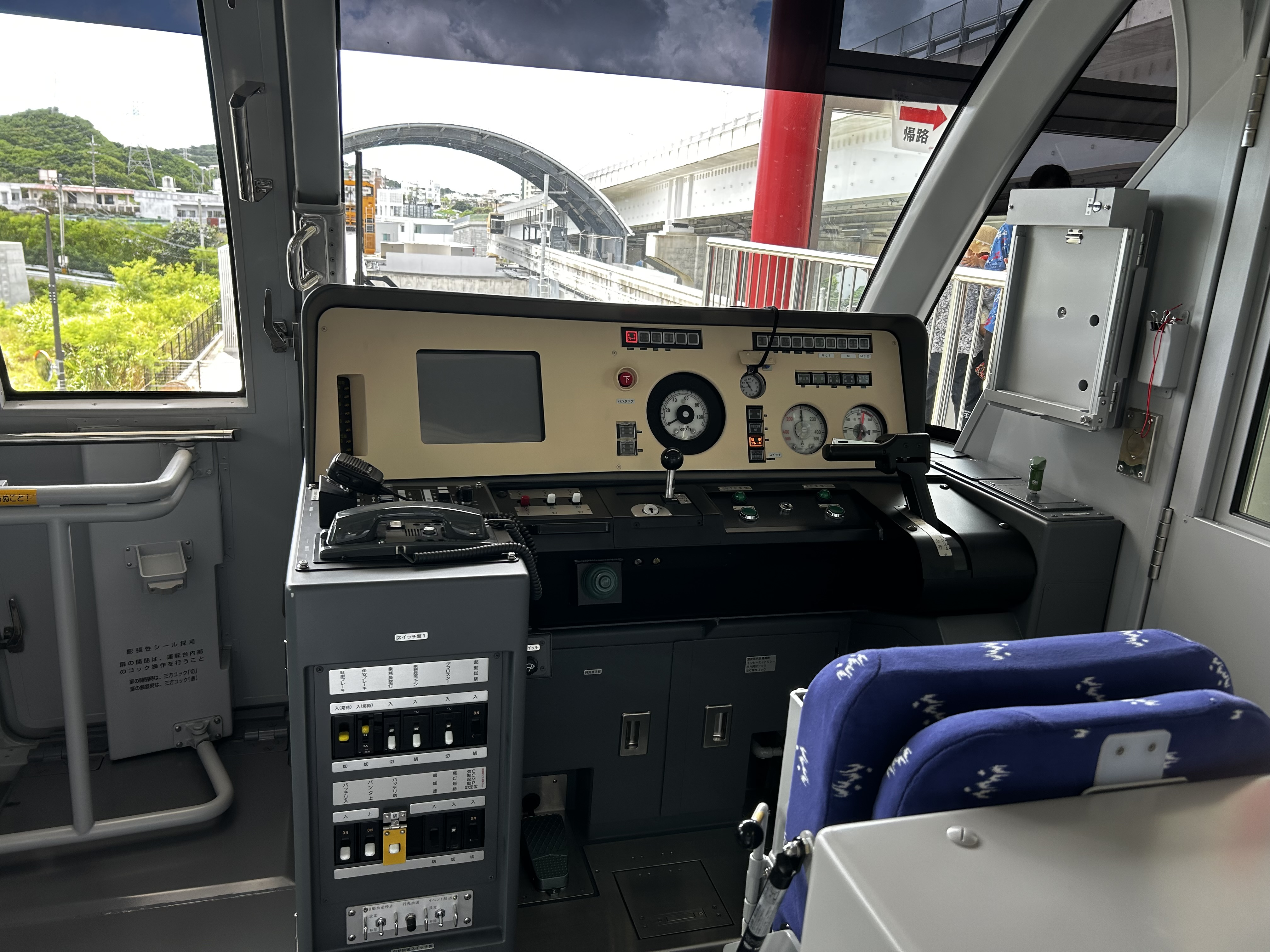
3両編成の運転台
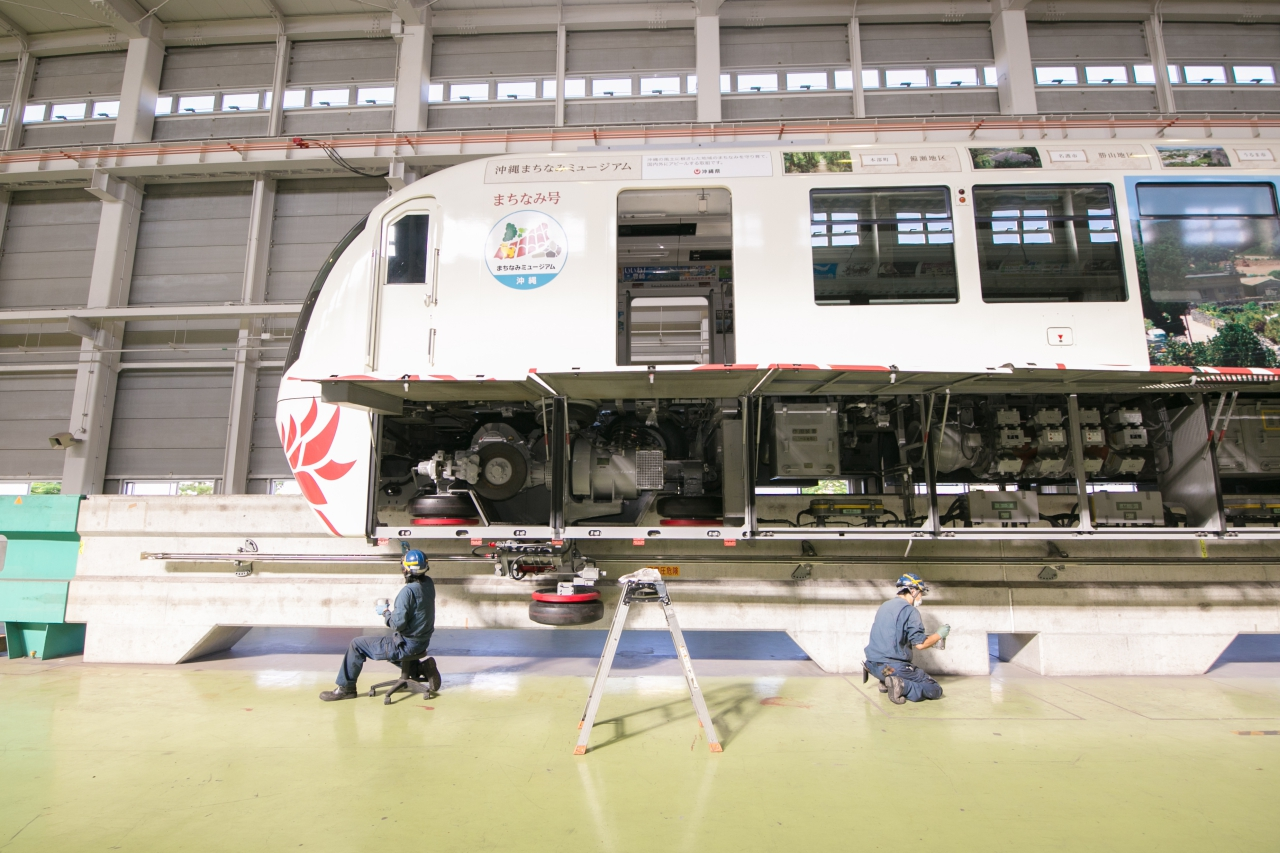
床下機器

### 機器
主電動機は出力 100 kWの三相かご型誘導電動機を6台搭載している。1200形の先頭台車のみ主電動機を搭載していない。制御装置は日立製IGBT素子VVVFインバータ (1C2M1群×3基) となっている。
ブレーキは回生ブレーキ併用の電気指令式ブレーキとなっており、動力車では停止寸前まで回生ブレーキが作動し、遅れを空気ブレーキで補うようになっている。
台車は2軸ボギー構造となっており、電動台車と付随台車で構成されている。走行軸と水平輪（案内輪と安定輪）よって構成され、車体を直接支持するボルスタレス台車を採用している。
駆動装置は、2段減速直角カルダン駆動方式で直接台車枠に固定されており、主電動機をたわみ板式接手（TD接手）を介して結合している。このほか、台車には集電装置、車体接地装置、ATC・TD用信号用アンテナ等が取り付けられている。
静止型インバータは架線電圧のDC1500Vを群のインバータで分圧し、それぞれのインバータにより直流から交流に変換し、トランスで合成して規定の電圧（AC200V3相-60Hz）を出力する。1214Fでは2基装備となった。
密着連結器を装備しているが、通常は連結運転は行わない。
警笛は2009年度増備車までは空笛のみだったが、2016年度増備車からは電子ホーンが追加された。

## 廃車
私鉄車両編成表2024によると、2023年11月に第10編成が、同年12月にトップナンバーの第1編成と第3編成が廃車された。いずれも2003年の第1期区間開業時に用意された初期車(第1編成は試作車)である。